# Артондејл (Вашингтон)
Артондејл (енгл. Artondale) насељено је место без административног статуса у америчкој савезној држави Вашингтон.

## Демографија
По попису из 2010. године број становника је 12.653, што је 4.023 (46,6%) становника више него 2000. године.
| Група             | 2000.         | 2010.          |
| Белци             | 7.856 (91,0%) | 11.223 (88,7%) |
| Афроамериканци    | 66 (0,8%)     | 74 (0,6%)      |
| Азијати           | 134 (1,6%)    | 273 (2,2%)     |
| Хиспаноамериканци | 272 (3,2%)    | 587 (4,6%)     |
| Укупно            | 8.630         | 12.653         |